# Evil Geniuses
Evil Geniuses (dawniej Team EG) – amerykańska drużyna e-sportowa założona w 1999 roku w Kanadzie. Klan jest jednym z najstarszych organizacji e-sportowych w Ameryce Północnej. Zespół posiada pięć sekcji.
Evil Geniuses jest członkiem G7 Teams.

## Gry
- Dota 2
- StarCraft II: Wings of Liberty
- Quake Live
- Super Street Fighter IV
- World of Warcraft
- League of Legends
- Call of Duty: Ghosts
- Tom Clancy’s Rainbow Six Siege
- Counter Strike:Global Offensive

## Gracze

### League of Legends
- Kim "Ssumday" Chan-ho (김찬호)
- Kacper "Inspired" Słoma
- Joseph Joon "jojopyun" Pyun
- Ian Victor "FBI" Huang
- Philippe "Vulcan" Laflamme

Źródło

### Dota 2
- Artour "Arteezy" Babaev
- Abed "ABED" Yusop
- Daryl Koh Pei "ICEICEICE" Xiang
- Andreas Franck "Cr1t-" Nielsen
- Tal "Fly" Aizik

Źródło

### StarCraft II
- Han „aLive” Lee Seok
- Benjamin „DeMusliM” Baker
- Chris „HuK” Loranger
- Geoff „iNcontroL” Robinson
- Lee „Jaedong” Jaedong
- Park „JYP” Jin-Young
- Bryce „Machine” Bates
- Kim „Oz” Hak Soo
- Dong Hyun “Revival” Kim
- Conan „Suppy” Liu
- Ilyes „Stephano” Satouri
- Marcus „ThorZaIN” Eklöf

### Quake Live
- Paul “czm” Nelson
- Tim “DaHanG” Fogarty

### Super Street Fighter IV
- Yuko “ChocoBlanka” Kusachi
- Ari “FloE” Weintraub
- Justin „JWong” Wong
- Yusuke “Momochi” Momochi
- Ricky „RickyO” Ortiz
- Eduardo „PR Balrog” Pérez

### World of Warcraft
- Isaac „Azael” Cummings-Bentley
- Charles „Cdew” Dewland
- Rodney „Talbadar” Pare
- Emerson „Woundman” Condon

### Call of Duty: Ghosts
- Patrick “The Douchebag” Price
- Tyler “TeePee” Polchow
- Ian “Crimsix” Porter
- Damon “Karma” Barlow

### Tom Clancy’s Rainbow Six Siege
- Troy „Canadian” Jaroslawski
- Ammar „Necrox” Albanna
- Nathan „nvK” Valenti
- Brandon „BC” Carr
- Austin „Yung” Trexler

### Counter Strike: Global Offensive
- Peter "stanislaw" Jarguz
- Tarik "tarik" Celik
- Vincent "Brehze" Cayonte
- Ethan "Ethan" Arnold
- Cwetelin "CeRq" Dimitrow

## Sponsorzy

### Główni
- Intel
- Razer
- Peregrine
- Kingston HyperX
- MSI Computer

### Techniczni
- NuclearFallout Enterprises
- Ventrilo.net